# 老虎岗镇
老虎岗镇，是中华人民共和国黑龙江省绥化市安达市下辖的一个乡镇级行政单位。

## 行政区划
老虎岗镇下辖以下地区：
永合村、新兴村、新发村、宝利村、本利村、利民村、常利村、文化村、向前村和联合村。